# Notophthiracarus quietus
Notophthiracarus quietus är en kvalsterart som beskrevs av Wojciech Niedbała 1989. Notophthiracarus quietus ingår i släktet Notophthiracarus och familjen Phthiracaridae. Inga underarter finns listade i Catalogue of Life.